# Martín Lasarte
Martín Bernardo Lasarte Arróspide (Montevidéu, 20 de março de 1961) é um treinador e ex-futebolista uruguaio que atuava como zagueiro. Atualmente está sem clube.

## Títulos

### Como jogador
Nacional
- Copa Libertadores da América: 1988
- Copa Intercontinental: 1988

### Como treinador
River Plate
- Campeonato Uruguaio – Segunda Divisão: 2004

Nacional
- Campeonato Uruguaio: 2005, 2005–06, 2016

Real Sociedad
- Campeonato Espanhol – Segunda Divisão: 2009–10

Universidad de Chile
- Campeonato Chileno: 2014 (Apertura)
- Copa Chile: 2015
- Supercopa do Chile: 2015

Al-Ahly
- Campeonato Egípcio: 2018–19